# 베를린 지하철 1호선

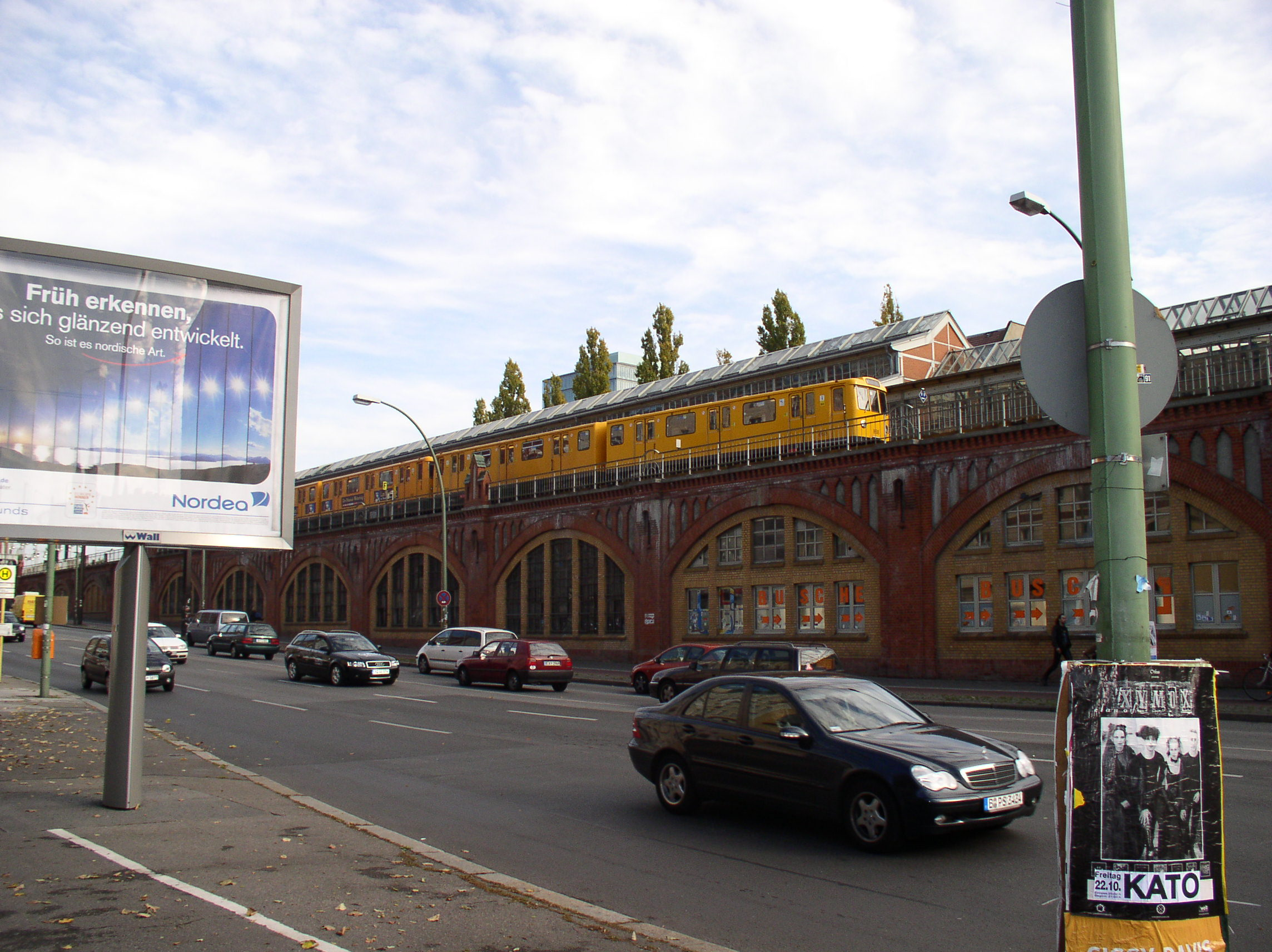
베를린 바르샤우어 슈트라세역에서 U1 열차가 슐레지셰스 토어역으로 향하고 있다.

베를린 지하철 1호선(독일어: U-Bahn-Linie 1) 또는 U1은 베를린 지하철의 노선 중 하나로, 총 연장 9.0 km에 13개의 역이 있다. 1928년까지의 명칭은 B선이었다. 베를린을 동서로 횡단하는 노선이다. 바르샤우어 슈트라세역의 S반 승강장의 남쪽에서 시작하여 과거 슐레지엔 철도(베를린 도심선의 연장선)의 남쪽을 따라가면서 크로이츠베르크를 통과하고 비텐베르크플라츠 광장을 경유하여 쿠르퓌르스텐담에서 끝난다. U1 노선은 프리드리히스하인크로이츠베르크구, 미테구, 템펠호프쇠네베르크구, 샤를로텐부르크빌머스도르프구를 지난다. U1 노선의 동쪽 고가 구간은 베를린에서 가장 오래 된 도시 철도 구간이기도 하다. 1914년 이전에 개업한 U2, U3, U4 노선과 함께 소형 규격(Kleinprofil) 노선에 속한다.
1966년 노선 명명 방식이 알파벳에서 숫자로 변경되었을 때 비텐베르크플라츠-슐레지셰스 토어 구간은 단순한 1호선으로만 불렸으며, 1984년부터 U1로 불리기 시작했다. 이 운행 계통의 서쪽 종점은 두 번 변경되었다. 지하철 1호선 뮤지컬이 창작되었던 1986년에는 U1 노선이 룰레벤역에서 시작하여 슐레지셰스 토어역까지 운행했다. 1993년 이후 이 운행 계통은 비정규 운행 계통으로 변경되었고 U12로 명명되었다. 1993년부터 2004년까지는 울란트슈트라세-슐레지셰스 토어(때때로 코트부서 토어 종착) 구간은 U15로 명명되었으며, U1 노선은 크루메 랑케역에서 시작하여 평상시에는 놀렌도르프플라츠역에서 종착했으나 2003년 이후에는 일부 시간대에 동쪽 구간으로 연장되었다. 2003년까지는 U15 노선의 열차는 비혼잡 시간대에는 비텐베르크플라츠역에서 종착했다.

## 명명법
U1은 원래 1965년까지 BII의 일부였고, 1966년 3월 1일까지 BIV로 불리었다. 비텐베르크플라츠역과 슐레지셰스 토어역 사이의 주요 구간은 1966년부터 1호선으로 지정되었지만, 이 노선의 서쪽 끝은 두 번 변경되었다. 결과적으로 1993년에 "3" 또는 "U3"으로 번호가 다시 매겨졌고, 2004년까지 "U15"로 변경되었다.

## 개통 연혁
- 1902년 2월 18일: 슈트랄라우어 토어 ↔ 글라이스드라이에크
- 1902년 8월 12일: 바르샤우어 브뤼케 ↔ 슈트랄라우어 토어
- 1912년 11월 3일: 글라이스드라이에크역
- 1913년 10월 12일: 비텐베르크플라츠 ↔ 울란트슈트라세
- 1926년 10월 24일: 글라이스드라이에크 ↔ 비텐베르크플라츠
- 1961년 8월 28일: 쿠르퓌르스텐담역

슈트랄라우어 토어(Stralauer Tor)라고 불렸던 오스트하펜(Osthafen)역은 바르샤우어 브뤼케(Warschauer Brücke)역과  슐레지셰스 토어(Schlesisches Tor)역 사이에 위치했다. 제2차 세계대전으로 파괴된 이후 바로 다음 역인 바르샤우어 브뤼케역과 매우 가까워서 재건되지 않았다.

## 역 목록
| 코드명 | 역명 (한국어)         | 역명 (독일어)     | 접속 노선              | 영업 거리 | 소재지                           | 소재지           |
| ------ | --------------------- | ----------------- | ---------------------- | --------- | -------------------------------- | ---------------- |
| WA     | 바르샤우어 슈트라세   | Warschauer Straße | S3 · S5 · S7 · S9 · U3 | 8.7       | 프리드리히스하인크로이츠베르크구 | 프리드리히스하인 |
| S      | 슐레지셰스 토어       | Schlesisches Tor  | U3                     | 7.9       | 프리드리히스하인크로이츠베르크구 | 크로이츠베르크   |
| Gr     | 괴를리츠역            | Görlitzer Bahnhof | U3                     | 7.0       | 프리드리히스하인크로이츠베르크구 | 크로이츠베르크   |
| Kbo    | 코트부서 토어         | Kottbusser Tor    | U3 · U8                | 6.3       | 프리드리히스하인크로이츠베르크구 | 크로이츠베르크   |
| Pr     | 프린첸슈트라세        | Prinzenstraße     | U3                     | 5.4       | 프리드리히스하인크로이츠베르크구 | 크로이츠베르크   |
| Ho     | 할레셰스 토어         | Hallesches Tor    | U3 · U6                | 4.4       | 프리드리히스하인크로이츠베르크구 | 크로이츠베르크   |
| Mo     | 뫼케른브뤼케          | Möckernbrücke     | U3 · U7                | 3.9       | 프리드리히스하인크로이츠베르크구 | 크로이츠베르크   |
| Go     | 글라이스드라이에크    | Gleisdreieck      | U2 · U3                | 3.3       | 프리드리히스하인크로이츠베르크구 | 크로이츠베르크   |
| Kus    | 쿠르퓌르스텐슈트라세  | Kurfürstenstraße  | U3                     | 2.2       | 미테구                           | 티어가르텐       |
| Nu/Nm  | 놀렌도르프플라츠      | Nollendorfplatz   | U2 · U3 · U4           | 1.7       | 템펠호프쇠네베르크구             | 쇠네베르크       |
| Wt     | 비텐베르크플라츠      | Wittenbergplatz   | U2 · U3                | 0.9       | 템펠호프쇠네베르크구             | 쇠네베르크       |
|        | 영업거리 조정         |                   |                        | 0.0       |                                  |                  |
| Kfo    | 쿠르퓌르스텐담        | Kurfürstendamm    | U9                     | 0.8       | 샤를로텐부르크빌머스도르프구     | 샤를로텐부르크   |
| U      | 울란트슈트라세        | Uhlandstraße      |                        | 1.2       | 샤를로텐부르크빌머스도르프구     | 샤를로텐부르크   |
|        | 울란트슈트라세 회차선 |                   |                        | 1.4       |                                  |                  |

## 같이 보기
- pics of U1